# Психиатрическая больница святого Николая Чудотворца
Психиатри́ческая больни́ца свято́го Никола́я Чудотво́рца — медицинское учреждение в Санкт-Петербурге, полное название Государственное казённое учреждение здравоохранения «Психиатрическая больница св. Николая Чудотворца». Находится в Адмиралтейском районе (на Матисовом острове) по адресу набережная реки Мойки, д. 126. Рассчитана на 900 койко-мест. В обиходе больницу называют «Пряжка», поскольку располагается она в том месте, где из Мойки берёт начало река Пряжка.

## История

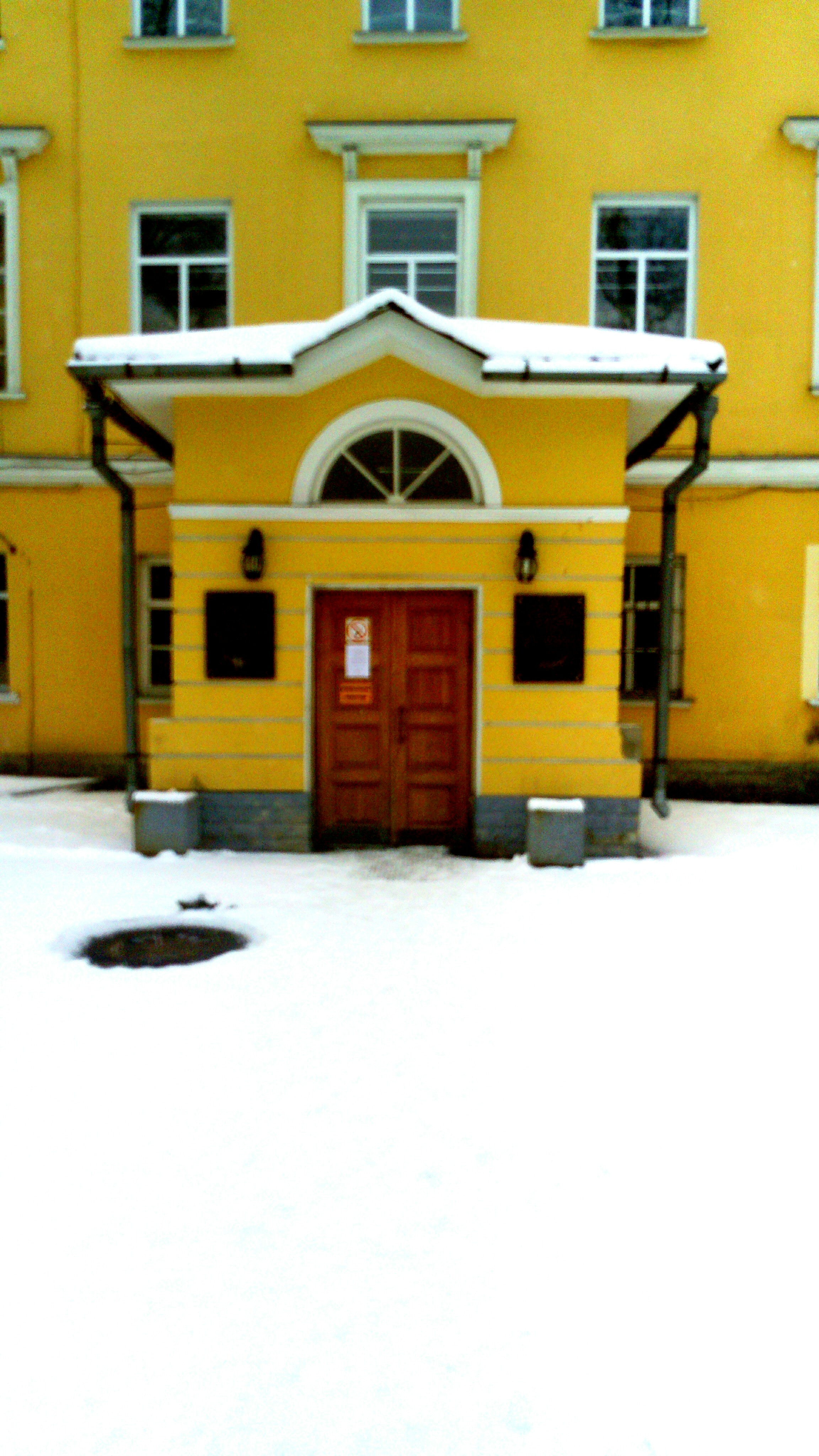
Парадный подъезд больницы

Ещё в 1736 году сюда после пожара был переведён острог (был на месте Благовещенской церкви — площадь Труда). «В сем остроге содержатся те колодники, которые по винам своим осуждены в каторжную работу вечно или на несколько лет».
Предшественницей больницы являлась «Временная лечебница для помешанных при Исправительном учреждении» (1865), размещавшаяся в здании тюрьмы (1840, архитектор Л. И. Шарлемань).
В 1841 году появилось мужское отделение больницы для чернорабочих, в 1843 году — небольшое отделение для душевнобольных, в 1865 году появилась «Временная лечебница для помешанных при Исправительном учреждении». В 1872 году заключённые были переведены в городскую тюрьму, а лечебница — преимущественно в больницу св. Николая Чудотворца для душевнобольных (названа в честь храма, расположенного на её территории). С 1872 года попечителем больницы был К. Ф. Ордин. Одновременно было ликвидировано отделение для душевнобольных в Обуховской больнице. В 1884 году учреждение из ведения Приказа общественного призрения перешло к Городскому больничному управлению.
Устав заведения гласил: «Исправительное заведение для лиц предерзостных, нарушающих благонравие и наносящих стыд и позор обществу». Причины помещения: для женщин — «брошенный ребёнок, обращение непотребства в ремесло, самовольная отлучка из дома и развратная жизнь,… неповиновение родительской власти, самовольное открытие бордели, дерзкое обращение с мужем»; для мужчин — неплатёж налогов и упорное пьянство.
Помещались и политические — поодиночке и группами: 150 участников Польского восстания, депутация Тверской губернии, подавшая прошение на Высочайшее имя о введении в России конституционной монархии.
В годы советской власти — городская психиатрическая больница № 2. С ней связаны имена известных людей: здесь работал врачом писатель Михаил Чулаки, лечились Даниил Хармс и Виктор Цой, в феврале—марте 1964 года проходил принудительную судебно-психиатрическую экспертизу Иосиф Бродский.
В 1993 году больнице возвращено имя св. Николая Чудотворца.

## Известные сотрудники
- В. Х. Кандинский — один из основоположников российской психиатрии.
- О. А. Чечотт — главный врач (1881—1901), создатель психиатрической службы Санкт-Петербурга.
- Теодор Тилинг — ординатор в 1871—1884 гг.
- Максимилиан Леонович Фальк - Коллежский советник, доктор медицины, в 1910г-сверхштатный ординатор.[источник не указан 896 дней]
- Михаил Чулаки — писатель.